# Joker Kamp-Lintfort
Der Pool-Billard-Club Joker Kamp-Lintfort e.V. ist ein Billardverein aus Kamp-Lintfort.

## Geschichte
Der PBC Joker Kamp-Lintfort e.V. wurde 1982 gegründet. Bereits 1978 erreichte mit dem 1. PBC Kamp-Lintfort ein Vorgängerverein von Joker Kamp-Lintfort bei der deutschen 8-Ball-Meisterschaft den dritten Platz. Nachdem man zwischenzeitlich in unteren Ligen gespielt hatte, gelang es dem Verein in der Saison 2007/08 in die 2. Bundesliga aufzusteigen. Dort wurde man zweimal Vierter und verpasste 2011 mit dem zweiten Platz hinter dem BSV Wuppertal nur knapp den Aufstieg in die 1. Bundesliga. In der Saison 2012/13 wurde man Siebter und stieg somit in die Regionalliga ab. In der Saison 2013/14 kam man dort vier Punkte hinter dem 1. PBC Neuwerk auf den zweiten Platz und verpasste damit den direkten Wiederaufstieg. Zwei Jahre später, in der Saison 2015/16, schaffte man mit nur einer Saisonniederlage – am zehnten Spieltag verlor man das Auswärtsspiel beim PBSC Bonn – als Erstplatzierter die Rückkehr in die zweite Liga. Es folgte Platz 2 in der Saison 2016/17, sowie Platz 4 und 5 in den beiden darauffolgenden Saisons. In der Spielzeit 2019/20 war der Aufstieg greifbar nahe, aufgrund der Corona-Pandemie wurde die Saison jedoch nach der Hinrunde abgebrochen, es blieb Tabellenplatz 2.
1985 und 1988 wurde mit Eckhard Schäfer ein Spieler des Vereins Deutscher Meister im Senioren-Einzel. Die zweite Mannschaft des Vereins stieg 2012 in die Regionalliga auf. Als Sechstplatzierter stieg man in der Saison 2012/13 jedoch in die Oberliga Niederrhein ab. In der Oberliga hielt man sich bis zur Saison 2019/20. Es folgte der langersehnte Aufstieg als Tabellenerster in die Regionalliga West. Die Saison 2020/21 wurde, ebenfalls aufgrund der Corona-Pandemie, nicht gewertet.
In der laufenden Spielzeit tritt der PBC Joker Kamp-Lintfort e.V. mit insgesamt 8 Teams von der Kreisliga bis zur 2. Bundesliga an. Der Verein, an seinem neuen Standort und dem komplett neu renovierten Vereinsheim hat mittlerweile mehr als 60 Mitglieder.

### Platzierungen seit 2008
| Erste Mannschaft | Erste Mannschaft       | Erste Mannschaft |
| Saison           | Liga (Spielklasse)     | Platz            |
| ---------------- | ---------------------- | ---------------- |
| 2008/09          | 2. Bundesliga Süd (2)  | 4                |
| 2009/10          | 2. Bundesliga Süd (2)  | 4                |
| 2010/11          | 2. Bundesliga Süd (2)  | 2                |
| 2011/12          | 2. Bundesliga Süd (2)  | 5                |
| 2012/13          | 2. Bundesliga Süd (2)  | 7                |
| 2013/14          | Regionalliga West (3)  | 2                |
| 2014/15          | Regionalliga West (3)  | 4                |
| 2015/16          | Regionalliga West (3)  | 1                |
| 2016/17          | 2. Bundesliga Nord (2) | 2                |
| 2017/18          | 2. Bundesliga Nord (2) | 4                |
| 2018/19          | 2. Bundesliga Nord (2) | 5                |
| 2019/20          | 2. Bundesliga Nord (2) | 2                |
| 2020/21          | 2. Bundesliga Nord (2) | o.W.             |
| 2021/22          | 2. Bundesliga Nord (2) |                  |

| Zweite Mannschaft | Zweite Mannschaft        | Zweite Mannschaft |
| Saison            | Liga (Spielklasse)       | Platz             |
| ----------------- | ------------------------ | ----------------- |
| 2008/09           | nicht bekannt            |                   |
| 2009/10           | Oberliga Niederrhein (4) | 7                 |
| 2010/11           | Oberliga Niederrhein (4) | 3                 |
| 2011/12           | Oberliga Niederrhein (4) | 2                 |
| 2012/13           | Regionalliga West (3)    | 6                 |
| 2013/14           | Oberliga Niederrhein (4) | 8                 |
| 2014/15           | Oberliga Niederrhein (4) | 8                 |
| 2015/16           | Oberliga Niederrhein (4) | 6                 |
| 2016/17           | Oberliga Niederrhein (4) | 7                 |
| 2017/18           | Oberliga Niederrhein (4) | 4                 |
| 2018/19           | Oberliga Niederrhein (4) | 6                 |
| 2019/20           | Oberliga Niederrhein (4) | 1                 |
| 2020/21           | Regionalliga West (3)    | o.W.              |
| 2021/22           | Regionalliga West (3)    |                   |

## Aktuelle und ehemalige Spieler
(Auswahl)
| - Nicolas Baumanns - Tobias Bongers - Daniel Böttcher - Björn Brugmann - Micca Georgopoulos - Sven Hagen - Uwe Heiligenhaus - Michael Heinz - Rüdiger Jesse - Alexander Jakimovic - Jan van Lierop - Ralf Mrnka - Michael Poschmann | - Sascha Rath - Can Salim-Giasar - Eckhard Schäfer - René Scholten - Joel Schröder - Michael Seeger - Andre Seiler - Peter Sentheim - Marcel Spann - Dennis Stadler - Kadir Türkü - Ugur Türkü |